# 石原広教
石原 広教（いしはら ひろかず、1999年2月26日 - ）は、神奈川県藤沢市出身のプロサッカー選手。Jリーグ・浦和レッズ所属。ポジションはディフェンダー、ミッドフィールダー。

## 来歴
小学校3年の時に湘南ベルマーレジュニアへ加入。加入後はゴールキーパーだったが、U-15平塚に昇格する時にフィールドプレイヤーに転向した。高校1、2年次には神奈川県選抜に選出され、国体少年男子で2連覇を達成した。
湘南ユースではキャプテンを務め、高校3年次の2016年6月にトップチームに2種登録された。登録直後の同月5日、ヤマザキナビスコカップ・グループステージ第7節のヴィッセル神戸戦でプロ初出場した。
2017年より、トップチームへ正式に昇格。同年2月、早稲田大学人間科学部eスクールの合格が発表された。4月9日、第7節の東京ヴェルディ戦でプロ入り初先発を果たした。
2018年5月2日、第12節の柏レイソル戦でJ1リーグデビューを果たした。
2019年1月8日、アビスパ福岡に期限付き移籍で加入。
2023年12月25日、浦和レッズに完全移籍で加入することが発表された。

## 人物
2020年4月2日、一般の女性と結婚したことを報告した。また、同年9月に長女が誕生している。

## 所属クラブ
- 藤沢フットボールクラブ
- 湘南ベルマーレジュニア（藤沢市立藤沢小学校）
- 湘南ベルマーレU-15平塚（藤沢市立第一中学校）
- 湘南ベルマーレユース（平塚学園高等学校[12]）
  - 2016年6月 - 同年12月  湘南ベルマーレ（2種登録選手）
- 2017年 - 2023年  湘南ベルマーレ
  - 2019年  アビスパ福岡（期限付き移籍）
- 2024年 -   浦和レッズ

## 個人成績
| 国内大会個人成績 | 国内大会個人成績 | 国内大会個人成績 | 国内大会個人成績 | 国内大会個人成績 | 国内大会個人成績 | 国内大会個人成績 | 国内大会個人成績 | 国内大会個人成績 | 国内大会個人成績 | 国内大会個人成績 | 国内大会個人成績 |
| 年度             | クラブ           | 背番号           | リーグ           | リーグ戦         | リーグ戦         | リーグ杯         | リーグ杯         | オープン杯       | オープン杯       | 期間通算         | 期間通算         |
| 年度             | クラブ           | 背番号           | リーグ           | 出場             | 得点             | 出場             | 得点             | 出場             | 得点             | 出場             | 得点             |
| 日本             | 日本             | 日本             | 日本             | リーグ戦         | リーグ戦         | リーグ杯         | リーグ杯         | 天皇杯           | 天皇杯           | 期間通算         | 期間通算         |
| ---------------- | ---------------- | ---------------- | ---------------- | ---------------- | ---------------- | ---------------- | ---------------- | ---------------- | ---------------- | ---------------- | ---------------- |
| 2016             | 湘南             | 38               | J1               | 0                | 0                | 1                | 0                | 1                | 0                | 2                | 0                |
| 2017             | 湘南             | 28               | J2               | 10               | 0                | -                | -                | 2                | 0                | 12               | 0                |
| 2018             | 湘南             | 28               | J1               | 7                | 0                | 9                | 0                | 2                | 0                | 18               | 0                |
| 2019             | 福岡             | 3                | J2               | 37               | 0                | -                | -                | 2                | 0                | 39               | 0                |
| 2020             | 湘南             | 38               | J1               | 29               | 0                | 2                | 0                | -                | -                | 31               | 0                |
| 2021             | 湘南             | 3                | J1               | 37               | 0                | 1                | 0                | 1                | 0                | 39               | 0                |
| 2022             | 湘南             | 3                | J1               | 30               | 0                | 7                | 0                | 0                | 0                | 37               | 0                |
| 2023             | 湘南             | 3                | J1               | 26               | 0                | 2                | 0                | 1                | 0                | 29               | 0                |
| 2024             | 浦和             | 4                | J1               | 30               | 1                | 1                | 0                | -                | -                | 31               | 1                |
| 2025             | 浦和             | 4                | J1               |                  |                  |                  |                  |                  |                  |                  |                  |
| 通算             | 日本             | 日本             | J1               | 159              | 1                | 23               | 0                | 5                | 0                | 187              | 1                |
| 通算             | 日本             | 日本             | J2               | 47               | 0                | -                | -                | 4                | 0                | 51               | 0                |
| 総通算           | 総通算           | 総通算           | 総通算           | 206              | 1                | 23               | 0                | 9                | 0                | 238              | 1                |

- 2016年は2種登録選手

出場歴
- 初出場 - 2016年6月5日 ナビスコ杯グループステージ第7節・ヴィッセル神戸戦（とうほう・みんなのスタジアム）
- Jリーグ初出場 - 2017年4月9日 J2第7節・東京ヴェルディ戦（駒沢オリンピック公園総合運動場陸上競技場）
- Jリーグ初ゴール - 2024年6月30日 J1第21節・ジュビロ磐田戦（埼玉スタジアム2002）

## タイトル

### クラブ
湘南ベルマーレ
- J2リーグ：1回（2017年）
- Jリーグカップ：1回（2018年）

### 代表
神奈川県選抜
- 国民体育大会：2回（2014年、2015年）

## 代表歴
- U-16日本代表
  - 平和祈念広島国際ユースサッカー（2015年）[13]
- U-17日本代表
  - サニックス杯国際ユースサッカー大会（2016年）[14]
  - 国際ユースサッカー in 新潟（2016年）[15]
- U-18日本代表
  - SBSカップ 国際ユースサッカー（2017年）
  - AFC U-19選手権2018・予選（2017年）
- U-19日本代表
  - パラグアイ遠征（2018年）
  - AFC U-19選手権（2018年）
- U-20日本代表
  - 千葉トレーニングキャンプ（2019年）[16]